# Meir Shalev
Meir Shalev (em hebraico:  מאיר שלו) (Nahalal, 29 de julho de  1948 – 11 de abril de 2023) foi um escritor israelense, filho do poeta Yitzhak Shalev. Escreveu romances e ensaios, assim como livros infantis com grande sucesso. É um dos escritores mais famosos e premiados de Israel. Seus livros foram traduzidos para mais de vinte idiomas e são bestsellers, principalmente nos Países Baixos, Itália e Alemanha. Em Israel, Shalev é um verdadeiro fenômeno de vendas. Residiu em Jerusalém e contribuiu regularmente para o periódico Yedioth Ahronoth.
Um de seus livros mais conhecidos é O Menino e o Pombo (Yona V'naar), lançado no Brasil pela Bertrand Brasil. A primeira novela do escritor (A Montanha Azul) saiu em 1988. Antes disso, ganhou inúmeros prêmios literários em Israel e no exterior, como o Prêmio Brenner e o Bialik.

## Morte
Shalev morreu em 11 de abril de 2023, aos 74 anos, devido a um câncer.

## Obras
- 1988 - The Blue Mountain (1988, originalmente publicado em hebraico como Roman Rusi)
- 1991 - Esau
- 1994 - As a Few Days (ou The Four Meals or The Loves of Judith)
- 1998 - His House in the Desert (ou  "Alone in the Desert")
- 2002 - Fontanelle
- 2006 - A Pigeon and A Boy ( originalmente publicado em hebreu como Yona v'naar by Am Oved)
- 2013 - Two She-Bears

### Não-ficção
- 1985 - Bible Now
- Elements of Conjuration
- 1995 - Mainly About Love
- 1998 - My Jerusalem
- 2008 - In the Beginning: Firsts in the Bible
- 2011 - Beginnings: Reflections on the Bible's Intriguing Firsts
- 2011 - My Russian Grandmother and Her American Vacuum Cleaner
- 2017 - My Wild Garden

### Livros infantis
- 1982 - Michael and the Monster of Jerusalem
- 1987 - Zohar's Dimples
- 1988 - My Father Always Embarrasses Me
- 1990 - Nehama the Louse
- 1993 - How the Neanderthal Inadvertently Invented Kebab
- 1994 - A flood, a snake and two arks
- 2021 - A Snake, a Flood, a Hidden Baby
- 1995 - The Tractor in the Sandbox
- 2000 - Aunt Michal
- 2004 -A lion at night
- 2004 - Roni and Nomi and the Bear Yaacov
- A Louise Named Thelma
- A Lion in the Night
- 2007 - Uncle Aaron and his rain